# Kolymasnäppa
Kolymasnäppa (Calidris tenuirostris) är en starkt hotad östasiatisk snäppa, den största i släktet Calidris och närbesläktad med kustsnäppa (Calidris canutus). Den häckar på tundran i nordöstra Sibirien och övervintrar i ett område från Oman på Arabiska halvön österut till Australien. I Europa är den en mycket sällsynt gäst, med endast tre fynd i Sverige. Arten har minskat kraftigt i antal och kategoriseras som starkt hotad av IUCN.

## Utseende och fältkännetecken

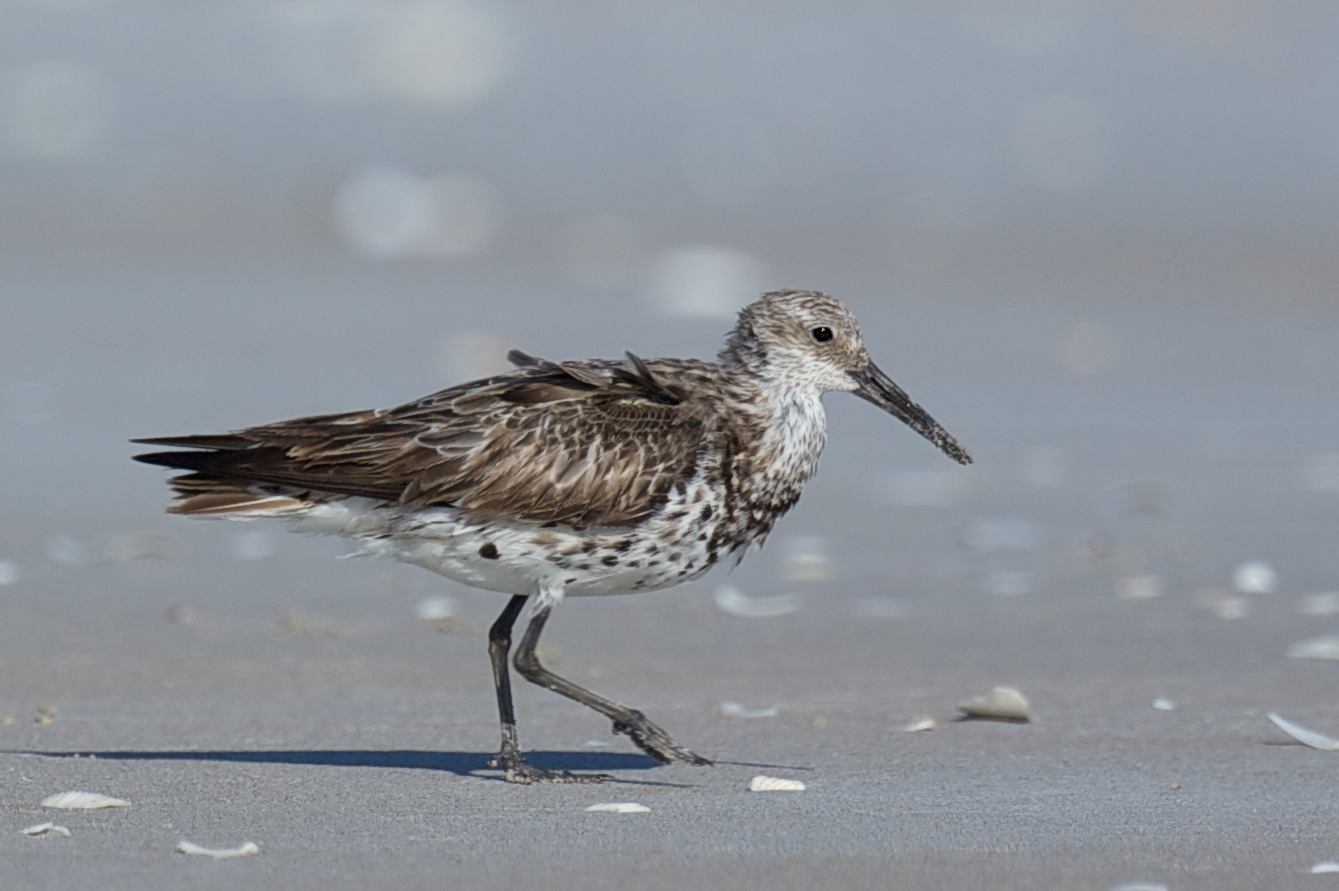
Kolymasnäppa i häckningsdräkt.

Kolymasnäppan är en stor Calidris-vadare som mäter 24–27 centimeter. Fågeln har korta ben, medellång svagt nedåtböjd näbb med grov bas och tunn spets. Den har vidare långa vingar som stående sträcker sig lite längre än stjärten, vilket ger den en spetsigt och utdraget akterparti. Adulta fåglar i häckningsdräkt har mörka ben, vattrad gråaktig ovansida med en aning rostbrunt på skuldrorna. Undersidan är mestadels vit. Ansiktet, strupen och bröstet är kraftigt svartfläckat och den är även något streckad kroppssida. I vinterdräkt är ovansidan enfärgat grå. Om vintern uppträder den ofta i stora flockar.
Jämfört med nära släktingen kustsnäppan är kolymasnäppan något större, har längre näbb, mindre huvud, längre hals och kraftigare streckad ovansida och fläckat bröst. I häckningsdräkt skiljer sig vidare kustsnäppan med sitt röda ansikte, strupe och bröst.

## Läte
Under häckningstid hörs en mjuk vissling. I övervintringsområdena är den vanligen rätt tystlåten, men kustsnäppelika "nyut-nyut" kan höras, liksom ett "chucker-chucker-chucker".

## Utbredning
Kolymasnäppan häckar på tundran i nordöstra Sibirien, från Verchojanskbergen österut till Magadan, Koryakbergen och södra Tjuktjerhalvön. De är långflyttare som övervintrar vid kuster från södra Asien, som längst västerut i Oman på Arabiska halvön, och österut till Australien. 
Felflugna individer har observerats på många håll i världen. I Nordamerika har flest fynd gjorts i Alaska, men även på mer avlägsna platser som Maine, Oregon och West Virginia. Den har även setts i flera afrikanska länder som Marocko, Uganda, Sydafrika och Namibia, på öar i Indiska oceanen som Seychellerna och Mauritius samt i Nya Zeeland och på Nya Kaledonien I Västeuropa är den en sällsynt gäst som observerats i bland annat Storbritannien, Tyskland, Polen, Nederländerna, Spanien, Norge och Danmark. I Sverige har den observerats vid tre tillfällen: i Ottenby på Öland i augusti 2005, vid Hjälstaviken i Uppland juni 2012 och samma individ senare på Visingsö samt återigen i Ottenby i juni 2015.

## Släktskap
Kolymasnäppan är närmast släkt med kustsnäppa (C. canutus) och amerikanska bränningssnäppan (C. virgata). Den senare placerades tidigare i det egna släktet Aphriza, men är alltså en del av Calidris. Denna trio är systergrupp till resten av släktet. Kolymasnäppan delas inte upp några underarter. 
Eventuellt har hybridisering mellan kolymasnäppan och bränningssnäppan förekommit.

## Ekologi
Kolymasnäppan lägger i genomsnitt fyra ägg i redet som är en urgröpning i marken. Äggen ruvas av båda föräldrar i genomsnitt 21 dygn. Den lägger endast en kull om året. De födosöker genom att patrullera gyttjiga stränder där de plockar upp föda som de lokaliserar med synen. De lever främst av blötdjur och insekter.

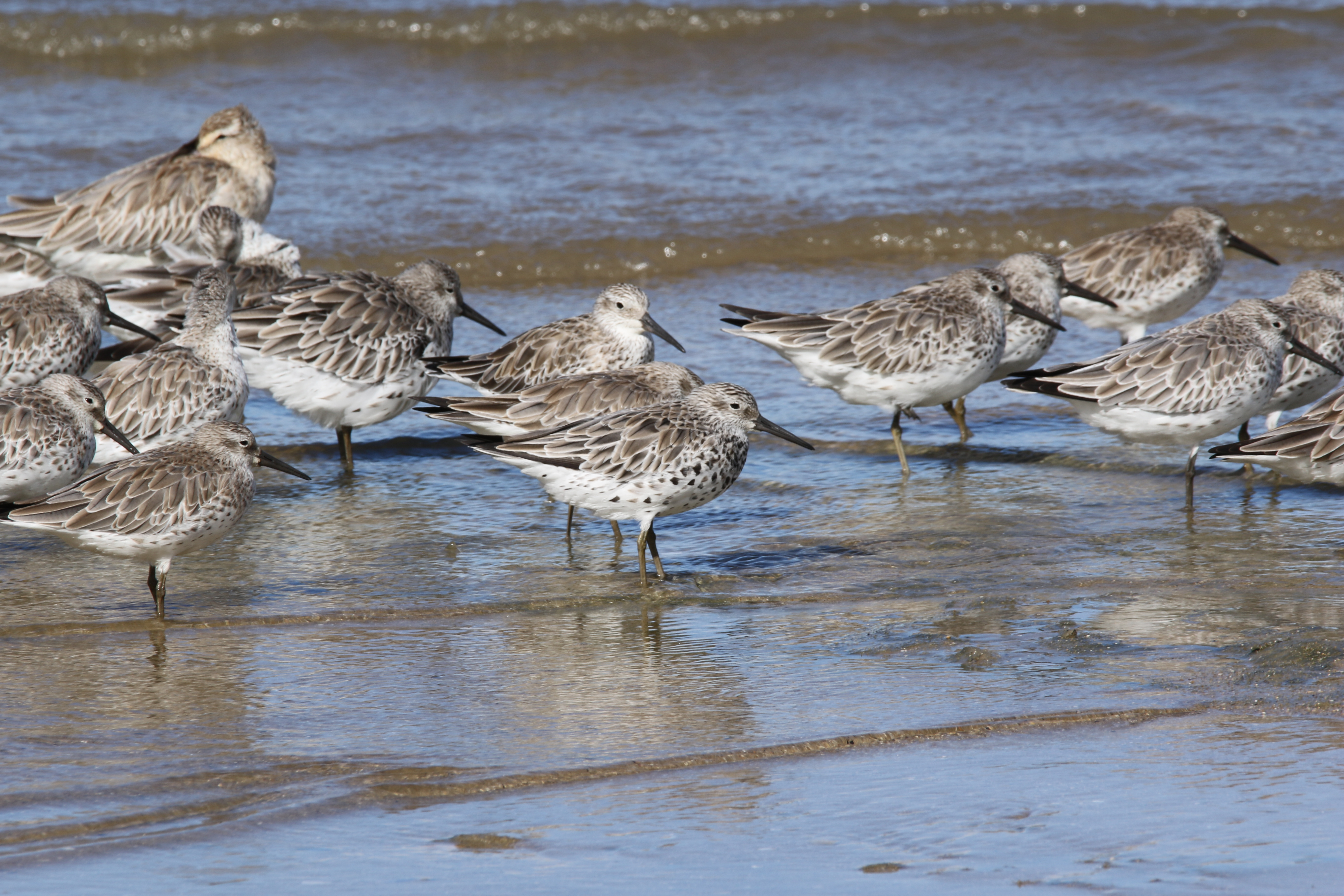
Flock med övervintrande kolymasnäppor med en myrspov, i Queensland, Australien.

## Status och hot
2006 uppskattades världspopulationen till 380 000 individer. Efter torrläggning av våtmarkerna i Saemanguem i Sydkorea försvann cirka 90 000 icke-häckande individer. Undersökningar på andra platser i Sydkorea bekräftar att de inte bytt rastplats och en minskning i samma storleksordning och vid samma tidpunkt i Australien tyder på att de individerna har dött. Därefter uppskattades antalet därför till 292 000–295 000 individer 2007. Arten kategoriseras numera som starkt hotad. Kolymasnäppan är en art som förts upp på fördraget Agreement on the Conservation of African-Eurasian Migratory Waterbirds (AEWA).

## Namn
Kolyma är en region i nordöstra Sibirien i Ryska federationen, som är belägen mellan Norra ishavet i norr och Ochotska havet i syd. Fågeln har på svenska också kallats större kustsnäppa. Det vetenskapliga artnamnet tenuirostris betyder "slanknäbbad", från latinets tenuis ("slank") och rostris ("-näbbad", av rostrum", "näbb").